# Bettlach (Górny Ren)
Bettlach – miejscowość i gmina we Francji, w regionie Grand Est, w departamencie Górny Ren.
Według danych na rok 1990 gminę zamieszkiwało 247 osób, 60 os./km².

## Współpraca
Miejscowość partnerska:
- Bettlach, Szwajcaria